# Copa Mundial de Fútbol de Talla Baja
La Copa Mundial de Fútbol de Talla Baja es el torneo internacional máximo de fútbol de talla baja masculino entre selecciones nacionales de todo el mundo organizado por la Federación Internacional de Fútbol de Talla Baja.
Los partidos se disputan en una cancha de fútbol sala con siete jugadores por equipo. Cada juego consta de dos tiempos de 20 minutos. Los jugadores deben tener una estatura menor a 1.40 metros, pero a cada equipo se le permite tener simultáneamente en cancha a dos jugadores de hasta 1.49 m de altura.
La primera edición del torneo se celebró en Buenos Aires entre el 7 y el 10 de noviembre de 2023. 

## Resultados
| Edición | Sede      |           | Campeón | Final Resultado | Subcampeón |     | Tercer lugar | Resultado | Cuarto lugar | N.º de selecciones |
| 2023    | Argentina | Argentina | 3:1     | Paraguay        | Perú       | 4:0 | Chile        | 12        |              |                    |

## Palmarés
La lista a continuación muestra a los equipos que han estado entre los cuatro mejores de alguna edición del torneo.
- En cursiva, se indica el torneo en que el equipo fue local.

| Selección | Campeón  | Subcampeón | Tercer lugar | Cuarto lugar |
| --------- | -------- | ---------- | ------------ | ------------ |
| Argentina | 1 (2023) | 0          | 0            | 0            |
| Paraguay  | 0        | 1 (2023)   | 0            | 0            |
| Perú      | 0        | 0          | 1 (2023)     | 0            |
| Chile     | 0        | 0          | 0            | 1 (2023)     |